# Vegas Robaina
Vegas Robaina è una marca di sigari cubani.

## Storia
È la marca che Habanos e tutta Cuba hanno voluto dedicare a don Alejandro Robaina, forse il più famoso veguero (contadino) di tutta l'isola. Nato il 10 maggio 1919 e morto il 17 aprile 2010 deve la sua notorietà al fatto che la sua finca, ovvero la sua piantagione, produce le migliori foglie di Cuba per la fascia (detta capa) dei sigari avana di livello elevato.
La marca è stata lanciata nel mercato spagnolo nel 1997, dove ha subito riscosso un grande successo tanto da costringere i vertici di Habanos ad inserirla in tutti i mercati del mondo. È prodotta nella fabbrica José Martí de L'Avana, fabbrica originariamente esclusiva della marca H. Upmann che tuttavia produce una buona parte degli avana.
Il suo catalogo allo stato attuale presenta cinque modelli, o vitolas, di eccellente qualità tanto da esser stati elogiati e apprezzati in tutto il mondo dalle principali e più famose riviste di sigari.

## Prodotti
Elenco sigari commercializzati in Italia (escluse edizioni limitate).
- Famosos (vitola Hermoso n.4 - Lunghezza 124mm, Diametro 19,84mm);
- Unicos (vitola Piramide - Lunghezza 156mm, Diametro 20,64mm);
- Clasicos (vitola Cervante - Lunghezza 165mm, Diametro 16,67mm);
- Familiar (vitola Corona - Lunghezza 142mm, Diametro 16,67mm);
- Don Alejandro (vitola Prominente - Lunghezza 194, Diametro 19,45mm);